# Rhyothemis graphiptera
Rhyothemis graphiptera is een libellensoort uit de familie van de korenbouten (Libellulidae), onderorde echte libellen (Anisoptera).
De wetenschappelijke naam Rhyothemis graphiptera is voor het eerst geldig gepubliceerd in 1842 door Rambur.